# Gustaf Gyllensvärd

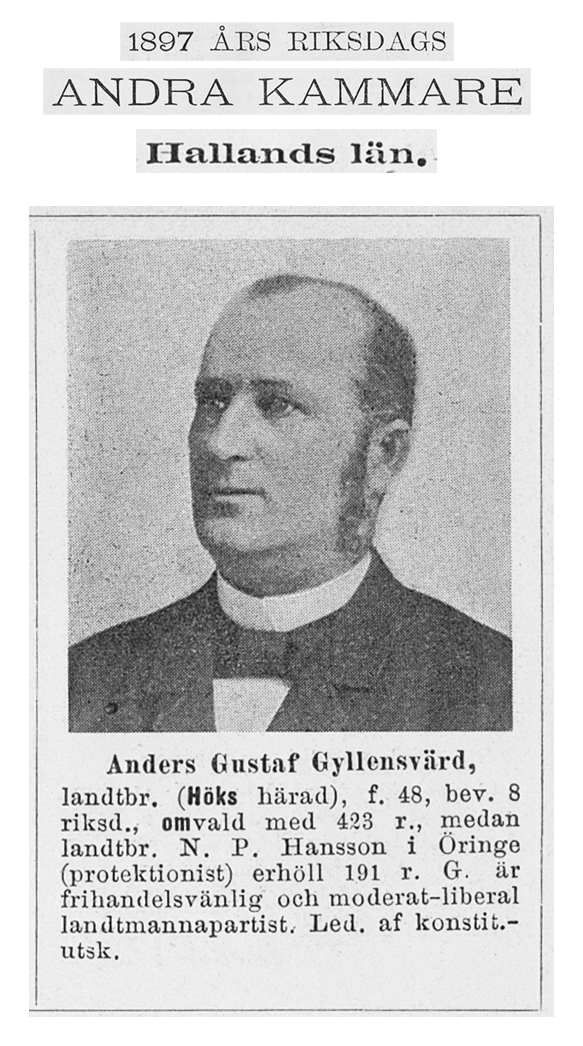
Gustaf

Anders Gustaf Gyllensvärd i riksdagen kallad Gyllensvärd i Fågelsång, född 28 juni 1848 i Våxtorps socken, Hallands län, död där 28 april 1922, var en svensk lantbrukare och politiker. 
Gustaf Gyllensvärd var lantbrukare i Fågelsång i Våxtorps socken. Som riksdagsman var han ledamot av andra kammaren 1890-1899, invald i Höks härads valkrets.
Han gifte sig 1872 med Christine Ifvarsson, syster till August Ifvarsson. Han var svärfar till Gustaf Anton Larsén.